# Geografia do comportamento
A Geografia do Comportamento, ou Geografia Comportamental é uma abordagem da Geografia Humana que examina o comportamento humano através de diversos ramos do conhecimento. Geógrafos do comportamento se focam no processo cognitivo envolvido na percepção espacial, na tomada de decisões e no comportamento humano. Além disso, é uma ideologia que utiliza métodos e princípios do Comportamentismo para determinar os processos cognitivos envolvidos na percepção do meio por um indivíduo, inclusive sua resposta e reação.

## Tópicos sobre a Geografia do Comportamento
Devido a seu nome, frequentemente se assume que teve suas raízes no Comportamentismo. Enquanto alguns geógrafos do comportamento claramente possuem raízes nesta linha de pensamento, por causa da ênfase na cognição, muitos podem ser considerados “orientados pela cognitividade”. O interesse comportamentista de fato parece mais recente e vem crescendo. Isto é particularmente bem observado no estudo da paisagem humana.
Este ramo do conhecimento se originou de antigos trabalhos comportamentistas como os conceitos de Tolman de "mapas cognitivos". Os geógrafos mais “orientados pela cognitividade” se focam nos processos cognitivos da percepção espacial, tomada de decisões e comportamento, enquanto os mais comportamentistas são materialistas, observando o papel dos processos de aprendizado básicos e como eles influenciam nos padrões da paisagem ou mesmo identidade de grupo dos indivíduos.
Os processos cognitivos incluem percepção do meio, localização, a construção de mapas cognitivos, identificação de lugares, desenvolvimento de sentimentos sobre espaço e local, decisões e comportamento baseados no conhecimento imperfeito do meio, e numerosos outros tópicos.
A visão adotada na geografia comportamental é próxima da utilizada na psicologia, mas se baseia em pesquisas de diversas outras disciplinas como economia, sociologia, antropologia, planejamento de transporte e muitos outros.